# غدارة جؤجؤية
غَدَّارَة جؤجؤية أو سمكة الدبور ذات العيينات (الاسم العلمي: Apistus carinatus). نوع من أسماك عقرب الدبور التي تستوطن المحيط الهندي وغرب المحيط الهادئ. وتوجد في أعماق تتراوح بين 14 إلى 60 مترًا (من 46 إلى 197 قدمًا). هذا النوع له أهمية بسيطة لمصايد الأسماك التجارية المحلية. ويتعامل مع هذه الأسماك بحذر بسبب خطورة أشواك الزعانفها السامة. يبلغ أقصى طول له 20 سم (7.9 بوصة). وهو العضو الوحيد المعروف في جنسه (غَدَّارَة).

## روابط خارجية
- http://fishesofaustralia.net.au/home/species/3152